# Santiago Yaitepec
Santiago Yaitepec là một đô thị thuộc bang Oaxaca, México. Năm 2005, dân số của đô thị này là 3665 người.